# Erebus capriniulgus
Erebus capriniulgus är en fjärilsart som beskrevs av Fabricius 1781. Erebus capriniulgus ingår i släktet Erebus och familjen nattflyn. Inga underarter finns listade i Catalogue of Life.